# Détourage
Pour les articles homonymes, voir Détourage (homonymie).
Le détourage est une opération consistant à ne retenir qu'une partie d'une illustration généralement en séparant l'objet et le fond (donc en délimitant le contour de l'objet). Une fois détourée, l'image présente des contours irréguliers (au lieu d'un contour rectangulaire) correspondant à l'objet que l'on a extrait. La partie inutile peut être remplacé par une autre image, rendue transparente ou blanche, ou autre. 
Cette technique est aussi utilisée pour retoucher les photos de grande précision afin d'en faire ressortir certains détails, en changer les nuances de couleurs ou en améliorer le focus.
Pour réussir le détourage, les professionnels en montage photo et en graphisme se servent manuellement des meilleurs logiciels de retouches tels que Gimp, photo editor et Adobe Photoshop (par ex. avec ses nouvelles versions Photoshop cc, Photoshop cs5). Utiliser ces moteurs nécessite la maîtrise des outils baguette magique, gomme, plume, lasso ainsi que l’ellipse et le tampon.

## Détourage numérique
Les logiciels de traitement d'image, comme Adobe Photoshop ou GIMP, permettent de faire cette opération. Les logiciels de la suite iWork, sous OS X, permettent également d'automatiser cette fonction, que ce soit dans le traitement de texte, le logiciel de présentation ou le tableur, ce qui est source de gain de temps. Le détourage est aussi utilisé dans le domaine du développement web; en effet, la propriété détourage (clip-path property) empêche une portion d'un élément d'être affichée en définissant une région de rognage. Il existe de nombreux générateurs de CSS offrant la possibilité de détourer facilement et rapidement une forme ou une image. 
Il existe plusieurs techniques de détourage :
- en utilisant les couleurs composant l 'image pour extraire une partie de l'image correspondant à l'objet a détourer ;
- outil lasso : l'outil lasso permet de tracer un contour bitmap à la main, à savoir le contour de l'objet à détourer ;
- outil plume : l'outil plume permet de définir des points  situés à la limite de l'objet à détourer. Chaque point servira pour définir la courbure du contour de l'objet à détourer. Cette technique permet de faire un contour vectoriel plutôt que bitmap en utilisant les courbes de Bézier.

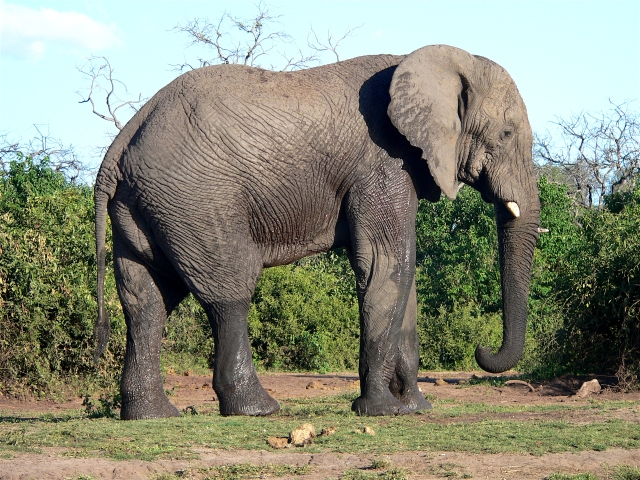
Image originale
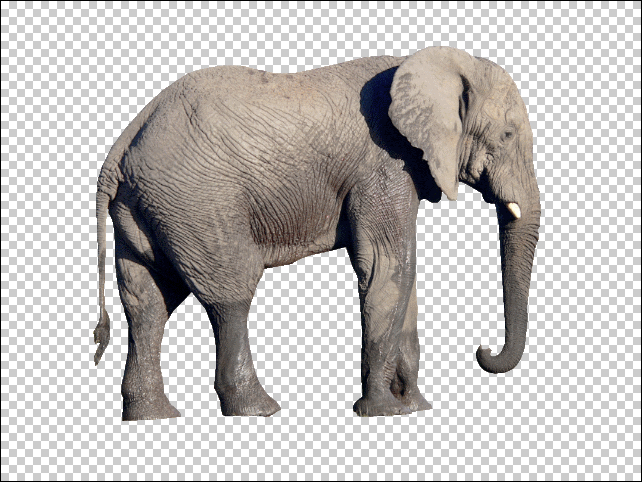
Image détourée